# Jean-Claude Turcotte
Jean-Claude Turcotte (Montréal, 26 giugno 1936 – Montréal, 8 aprile 2015) è stato un cardinale e arcivescovo cattolico canadese.

## Biografia
Nasce a Montréal, sede arcivescovile nel Québec, il 26 giugno 1936.

### Formazione e ministero sacerdotale
Svolge gli studi classici al collegio André-Grasset, dal 1947 al 1955. Entra nel seminario maggiore di Montréal, dove prosegue gli studi teologici e consegue un diploma in teologia.
Il 24 maggio 1959 è ordinato presbitero, nella chiesa di Saint Vincent de Paul, dal vescovo Laurent Morin.
Dopo l'ordinazione è nominato vicario parrocchiale della chiesa di Saint Mathias, dal 1959 al 1961, è poi cappellano e assistente della Gioventù operaia cristiana, dal 1961 al 1964.
Frequenta, dal 1964 al 1965, l'Università Cattolica di Lilla, in Francia, dove ottiene il diploma in pastorale sociale.
Ritorna in Canada e viene destinato al compito di cappellano diocesano della JICF e del Movimento dei lavoratori cristiani, dal 1965 al 1967. Presso l'ufficio del clero ricopre, dal 1967 al 1974, gli incarichi di responsabile dei seminaristi, degli studi, della formazione permanente del clero e segretario della Commission des Traitements. Nel 1974 diventa direttore dell'ufficio per la pastorale parrocchiale.
Il 25 settembre 1981 l'arcivescovo Paul Grégoire lo nomina vicario generale dell'arcidiocesi e coordinatore generale della pastorale.

### Ministero episcopale e cardinalato
Il 14 aprile 1982 papa Giovanni Paolo II lo nomina vescovo ausiliare di Montréal e vescovo titolare di Suas; riceve l'ordinazione episcopale il 29 giugno successivo, nella cattedrale di Maria Regina del Mondo a Montréal, dall'arcivescovo Paul Grégoire (poi cardinale), coconsacranti i vescovi Adrien André Maria Cimichella e Leonard James Crowley.
Il 17 marzo 1990 papa Giovanni Paolo II lo nomina arcivescovo metropolita della medesima arcidiocesi; succede al cardinale Paul Grégoire, dimessosi per raggiunti limiti di età.
Nel concistoro del 26 novembre 1994 papa Giovanni Paolo II lo crea cardinale presbitero di Nostra Signora del Santissimo Sacramento e Santi Martiri Canadesi.
Nel 1994 e nel 1997 partecipa al Sinodo dei vescovi. Tra il 1997 ed il 1999 è il presidente della Conferenza dei vescovi cattolici del Canada.
Il 18 ed il 19 aprile partecipa come cardinale elettore al conclave del 2005 che elegge papa Benedetto XVI.
Il 20 marzo 2012 papa Benedetto XVI accetta la sua rinuncia al governo pastorale dell'arcidiocesi di Montréal, presentata per raggiunti limiti d'età; gli succede Christian Lépine.
Il 12 ed il 13 marzo partecipa come cardinale elettore al conclave del 2013 che elegge papa Francesco.
L'8 aprile 2015 è deceduto all'ospedale Marie-Clarac di Montréal, all'età di 78 anni, per complicanze correlate al diabete.
Le esequie si sono tenute il 17 aprile nella cattedrale di Maria Regina del Mondo a Montréal e sono state presiedute dall'arcivescovo Christian Lépine. La salma è stata poi tumulata nella cappella dei vescovi della cattedrale.

## Genealogia episcopale e successione apostolica
La genealogia episcopale è:
- Cardinale Scipione Rebiba
- Cardinale Giulio Antonio Santori
- Cardinale Girolamo Bernerio, O.P.
- Arcivescovo Galeazzo Sanvitale
- Cardinale Ludovico Ludovisi
- Cardinale Luigi Caetani
- Cardinale Ulderico Carpegna
- Cardinale Paluzzo Paluzzi Altieri degli Albertoni
- Papa Benedetto XIII
- Papa Benedetto XIV
- Cardinale Enrico Enriquez
- Arcivescovo Manuel Quintano Bonifaz
- Cardinale Buenaventura Córdoba Espinosa de la Cerda
- Cardinale Giuseppe Maria Doria Pamphilj
- Papa Pio VIII
- Papa Pio IX
- Cardinale Alessandro Franchi
- Cardinale Giovanni Simeoni
- Cardinale Antonio Agliardi
- Cardinale Basilio Pompilj
- Cardinale Adeodato Piazza, O.C.D.
- Cardinale Paul-Émile Léger, P.S.S.
- Cardinale Paul Grégoire
- Cardinale Jean-Claude Turcotte

La successione apostolica è:
- Vescovo Vital Massé (1993)
- Vescovo Neil E. Willard (1995)
- Vescovo André Rivest (1995)
- Arcivescovo Anthony Mancini (1999)
- Vescovo Louis Dicaire (1999)
- Arcivescovo Luc Cyr (2001)
- Arcivescovo Émilius Goulet, P.S.S. (2001)
- Vescovo Lionel Gendron, P.S.S. (2006)
- Vescovo André Gazaille (2006)
- Vescovo Thomas Dowd (2011)
- Arcivescovo Christian Lépine (2011)